# دانيال رويز روبنسون
دانيال رويز روبنسون (بالإسبانية: Daniel Ruiz Robinson)‏ (28 أبريل 1986 بمدينة فيراكروز في المكسيك - ) هو لاعب كرة قدم مكسيكي في مركز حراسة المرمى. لعب مع التانك سيلي.

## وصلات خارجية
- دانيال رويز روبنسون على موقع قاعدة بيانات كرة القدم.إي يو (الإنجليزية)
- دانيال رويز روبنسون على موقع Soccerway.com (الإنجليزية)